# Money EP
Money EP è un EP dei Ringside, pubblicato gratuitamente sul sito web del gruppo il 10 ottobre 2010.

## Tracce
1. Money – 2:55
2. Kiss You Red – 4:04
3. First Day – 3:29
4. Chamberlain – 3:12
5. Midnight After – 3:54
6. Coastal – 3:52